# Muhammad Ibn Battuta

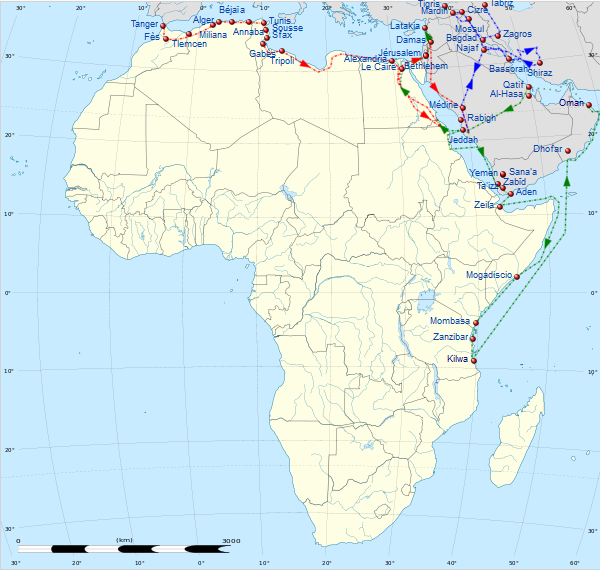
Trasy podróży Ibn Batutty w latach 1325–1332

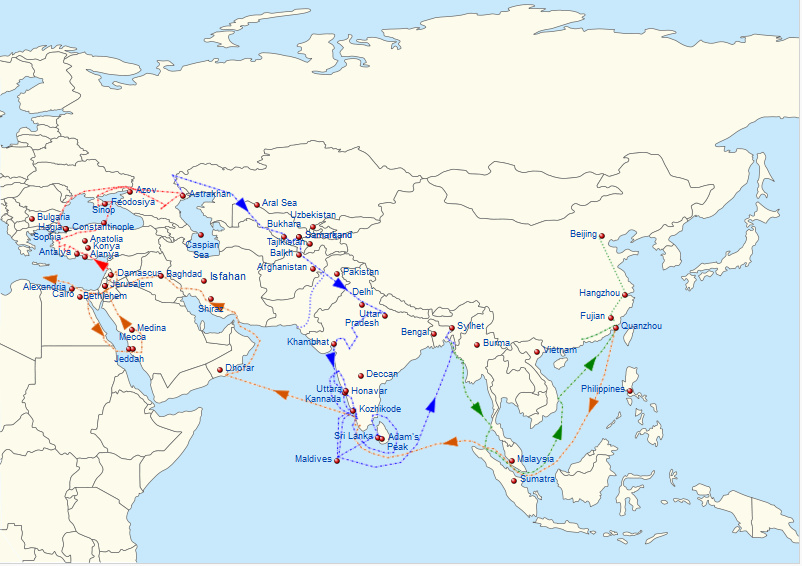
Trasy podróży Ibn Batutty w latach 1332–1346

Abū ‘Abd Allāh Muḥammad Ibn Baṭṭūṭa, zwany również Ibn Battuta (arab. ‏أبو عبد الله محمد ابن بطوطة‎) (ur. 24 lutego 1304 w Tangerze, zm. 1368/1369 lub 1377 w Maroku) – pochodzący z Tangeru podróżnik, który przemierzył blisko 120 tysięcy kilometrów, odwiedzając prawie wszystkie ówczesne kraje muzułmańskie, docierając do Chin i współczesnej Indonezji, uważany za największego arabskiego podróżnika okresu średniowiecza.

## Życiorys
Ibn Battuta urodził się 24 lutego 1304 roku w Tangerze w ówczesnym Maroku  pod panowaniem Marynidów. Pochodził z rodziny uczonych prawa i sędziów . Sam odebrał wykształcenie z dziedziny prawa muzułmańskiego w Tangerze – studiował prawo szkoły malikickiej. 

### Pierwsza podróż – hadżdż
W czerwcu 1325 roku wybrał się na pielgrzymkę do Mekki, a jego droga prowadziła przez kraje Maghrebu, Egipt i Syrię. Podróżował przez ponad półtora roku i do celu dotarł na jesieni 1326 roku. W trakcie podróży zatrzymywał się, by pogłębiać swoją wiedzę u uznanych w świecie islamu uczonych, co zostało udokumentowane uzyskanymi dyplomami . Dzięki tym naukom zdobył kwalifikacje sędziego . 
Podróż rozbudziła w nim zainteresowanie światem i dalszymi podróżami w celach poznawczych . 

### Podróż do Iraku i Persji
We wrześniu 1326 roku Ibn Battuta opuścił Mekkę i udał się przez pustynie Półwyspu Arabskiego do Iraku, przez południowy Iran i Azerbejdżan, by dotrzeć do Bagdadu . Podczas podróży spotkał m.in. ostatniego mongolskiego władcę Iranu – Abu Sa’ida (1305–1335) . Lata 1327–1330 spędził w Mekce i Medynie .

### Podróż po wschodniej Afryce
W 1328 lub 1330 roku udał się drogą morską do Jemenu, który pokonał drogą lądową. Podróżując dalej drogą morską, odwiedził arabskie przyczółki handlowe na wschodnim wybrzeżu Afryki. Dotarł do Kilwy (obecnej Tanzanii) . W drodze powrotnej przemierzył południową Arabię, Oman i południową Persję, i po przeprawie przez Zatokę Perską powrócił do Mekki w 1332 roku.

### Podróż do Indii
Kiedy Ibn Battuta dowiedział się o wsparciu, jakiego uczonym islamu udzielał władca Sułtanatu Delhijskiego Muhammad Tughlak (1290–1351), postanowił udać się do Indii, by wstąpić na jego dwór . Jego droga wiodła początkowo na północ – przez Egipt, Syrię i Azję Mniejszą, gdzie odwiedził liczne sułtanaty Anatolii . Następnie przeprawił się przez Morze Czarne na Krym, by przez północny Kaukaz i tereny dolnej Wołgi dotrzeć do terytoriów podlegających Mongołom Złotej Ordy . Odwiedził również Konstantynopol w orszaku żony khana, bizantyjskiej księżniczki . Następnie udał się przez stepy Rosji w kierunku Indii, podróżując z karawaną do Azji Środkowej – odwiedzając Bucharę, Samarkandę i Balch . Przemierzył Chorasan i Afganistan i po przeprawieniu się przez Hindukusz dotarł do Indii – brzegu Indusu – 12 września 1333 roku . Po przybyciu do Delhi został przyjęty z honorami i powierzono mu funkcję sędziego, którą piastował przez kilka lat . W sumie w Indiach spędził osiem lat. 
W 1341 roku sułtan mianował go swoim wysłannikiem na dwór cesarza Chin. Misja Ibn Battuty zakończyła się tragicznie – został uwikłany w lokalny konflikt na Wybrzeżu Malabarskim i jego statek został zatopiony niedaleko współczesnego Kozhikode . Ibn Battuta utracił cały dobytek i prezenty wiezione dla cesarza . Wiedziony strachem przed reakcją sułtana, udał się na Malediwy , gdzie przez dwa lata sprawował funkcję sędziego. Wżenił się do rodziny królewskiej i bez powodzenia próbował zostać sułtanem . 
Następnie pojechał na Sri Lankę, gdzie spotkał się z jej władcą i zdobył Szczyt Adama . Uczestniczył w wojnie prowadzonej przez swojego szwagra . Powrócił na Malediwy, by wkrótce wyruszyć do Bengalu i Assamu . 

### Podróż do Chin
W 1345 roku postanowił udać się do Chin na własną rękę. Popłynął na Sumatrę, gdzie muzułmański sułtan oddał mu do dyspozycji statek, którym udał się do Chin . Miał dotrzeć do Quanzhou a stamtąd drogami wodnymi do Pekinu. Jednak z uwagi na rozbieżności w jego zapiskach, zakres jego podróży po Chinach nie jest znany – najprawdopodobniej przebywał jedynie na południowym wybrzeżu.
W latach 1346–47 podróżował z powrotem, a jego droga wiodła przez południowe Indie, Zatokę Perską, Syrię i Egipt. Z Egiptu odbył kolejną, piątą, pielgrzymkę do Mekki, a następnie popłynął z Aleksandrii do domu – poprzez Tunezję, Sardynię i Algier dotarł do Fezu w Maroku w listopadzie 1349 roku .

### Podróż do Hiszpanii i Afryki

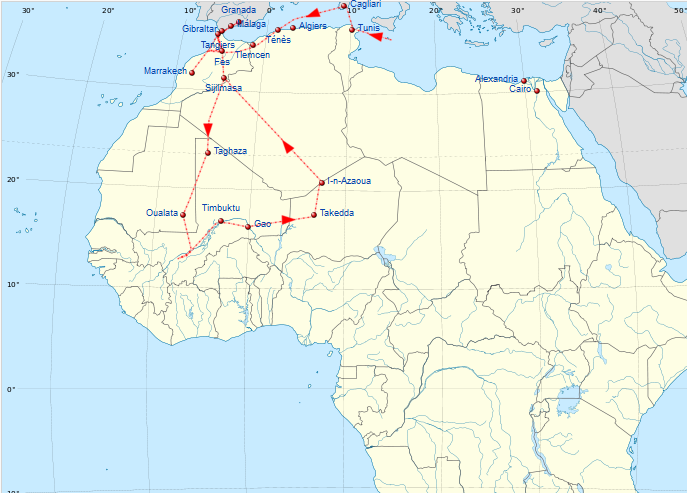
Trasy podróży Ibn Batutty w latach 1349–1354

W 1350 roku Ibn Battuta przeprawił się przez Cieśninę Gibraltarską do Grenady. W 1352 roku wyprawił się w podróż do zachodniego Sudanu . Ta ostatnia wyprawa – na polecenie sułtana – prowadziła przez Saharę do Afryki Zachodniej, gdzie Ibn Battuta spędził rok w Imperium Mali .
Ibn Battuta powrócił do Maroka w 1355 roku, gdzie spędził resztę życia. W 1356 roku sułtan Abu Inan Faris (1317–1358) zlecił Muhammad Ibn Dżuzajowi (1321–1357) spisanie doświadczeń i obserwacji Ibn Battuty w formie księgi podróży zwanej rihlą. Ibn Dżuzaj pracował razem z Ibn Battutą przez dwa lata – Ibn Battuta dyktował swoją relację, a owocem ich współpracy była najdłuższa i najbardziej bogata w opisy rihla na terenie średniowiecznej Afryki Północnej – Tuhfat an-nuzzar fi gharaib al-amsar wa’adżaib al asfar. 
Po zakończeniu pracy Ibn Battuta został sędzią na prowincji. Zmarł w 1368/1369 roku lub w roku 1377 .

## Znaczenie
Według współczesnych obliczeń przemierzył, jadąc i idąc, blisko 120 tysięcy kilometrów, odwiedzając prawie wszystkie ówczesne kraje muzułmańskie i docierając do Chin i współczesnej Indonezji . Uważany jest za największego arabskiego podróżnika okresu średniowiecza . Jeszcze za swojego życia nazywany był rahhalat al-asr – najwybitniejszym podróżnikiem swojej epoki, rahhalat al-islam – najwybitniejszym podróżnikiem islamu a także rahhalat al-Muslimin – najwybitniejszym podróżnikiem świata muzułmańskiego. 
Jego rihla szczegółowo dokumentuje życie społeczne, kulturowe i polityczne terenów, które odwiedził . Dzieło daje pełny obraz społeczności muzułmańskiej XIV wieku widziany oczami przeciętnego przedstawiciela kultury arabskiej tego czasu. 
Praca Batutty przez wieki znana była jedynie w strefie islamu i dopiero na początku XIX w. została udostępniona czytelnikowi europejskiemu poprzez tłumaczenie jej fragmentów na język niemiecki. Pierwsze tłumaczenie na język angielski zostało wydane w 1828 roku. W latach 1853–1858 francuscy badacze Charles Defrémery (1822–1883) i B.R. Sanguinetti opublikowali tekst arabski z tłumaczeniem na język francuski i komentarzem, bazując na odnalezionych wcześniej w Algierii oryginalnych manuskryptach. Odtąd dzieło Batutty było wielokrotnie tłumaczone i wydawane, m.in. w 1962 roku zostało przełożone na język polski pt. Osobliwości miast i dziwy podróży 1325–1354 .
Ibn Battuta porównywany był do weneckiego podróżnika Marco Polo (1254–1324), znany był jako „Marco Polo świata islamu” i „Marco Polo tropików”. Podróżując przez prawie 30 lat, Ibn Battuta przemierzył dystans trzy razy dłuższy niż Marco Polo. Praca o podróżach Marco Polo Opisanie świata zawiera bardziej dokładne opisy i informacje na temat średniowiecznych Chin i innych krajów azjatyckich, lecz dzieło o wyprawach Ibn Batutty zawiera relacje z wielu innych krajów i informacje na temat prawie wszystkich aspektów życia, od opisu ceremonii na dworach sułtańskich po opisy praktyk seksualnych kobiet na Malediwach. 

## Upamiętnienie
Jego imieniem nazwano krater na Księżycu oraz jedną ze stacji pierwszej linii metra w Dubaju.

## Publikacje
- Osobliwości miast i dziwy podróży 1325–1354[1]